# 劇場版ゴキゲン帝国
劇場版ゴキゲン帝国∞（げきじょうばんごきげんていこくいんふぃにてぃ）は、日本の女性アイドルユニット。通称「ゴキ帝」。2016年に、前身グループ「最終未来兵器mofu」から劇場版ゴキゲン帝国、さらに2020年から劇場版ゴキゲン帝国Ωへと発展し、2021年に劇場版ゴキゲン帝国∞へと改名。主宰は白幡いちほが務めていたが白幡の卒業を機にインフィニティからは現行メンバーのセルフプロデュース体制へと移行した。2022年に解散。
2023年7月28日、参加できるメンバーによって楽曲を受け継ぐ新グループ『劇場版ゴキゲン帝国-諸行無常-』の結成を発表。

## 概要
名称は、ストレス社会のあらゆる理不尽と戦うために結成されたところからきており、キャッチコピーは「理不尽と、戦え。」である。（また、ファンの方が作った名称に元祖セルフプロデュースアイドルという名称がある。）
メンバー自らユニットを運営する「セルフ運営」のユニットであり、セルフ運営を最初に言い出したのは自分たちである、と話している。セルフ運営を始めたのは、白幡いちほが芸人時代にアルバイトをしながらネタを作ってレッスンをするという生活を送っていたことで、アルバイトがしんどくこの時間がもったいなかったという経験から、メンバーに同じ思いをさせたくなかったという考えからだったと言う。

## 来歴
2016年
- 結成は2016年9月1日とする。前身である「最終未来兵器mofu」が、同年8月30日にレーベルを離れることをもって「劇場版ゴキゲン帝国」と改名。
- 9月3日、劇場版ゴキゲン帝国としての初LIVE。
- 10月2日、先斗ぺろ加入。
- 10月22日をもってゆりあんぬが亡命（脱退）。
- 12月1日、オリジナル曲「大切なお知らせ」のMVを公開。
- 12月10日 - 11日、一泊二日のバスツアーを実施。

2017年
- 1月1日、新宿club SCIENCEにて、1stワンマンライブを開催。1stワンマンライブにて、2017年9月3日に2ndワンマンライブを東京キネマ倶楽部で開催することが発表された。
- 2月28日、オリジナル曲「人の金で焼肉食べたい」のMVを公開。駿河屋の第1弾マンスリーピックアップアーティストに選出される。
- 3月17日、4月30日をもって雨情華月が亡命（脱退）することを発表。
- 4月16日、渋谷MilkyWayにて雨情華月ラストライブを開催。
- 4月20日、1stシングル「人の金で焼肉食べたい」リリースイベント開催。
- 4月30日、雨情華月が正式に亡命（脱退）。
- 5月2日、廿楽なぎ、御握りん加入。
- 9月3日、東京キネマ倶楽部にて、2ndワンマンライブ 「第一次ゴキゲン大戦～ムカつく上司の倒し方～」を開催。
- 11月7日、1stアルバム『インディースベスト』を、iTunes他配信サイトにて先行配信。同月22日に正式リリース。

2018年
- 2月3日、心斎橋FANJにて、3rdワンマンライブ＂最後のクソイベツアー＂～大阪のクソイベ～を開催。
- 2月17日、渋谷WWWにて、3rdワンマンライブ＂最後のクソイベツアー＂～東京のクソイベ～を開催。
- 3月10日、3か月連続配信シングルの第1弾として「Summer☆panty」を配信[4]。
- 3月12日、九軒ひびきの脱退が発表される[5]。
- 3月23日、新規メンバー募集を開始[6]。
- 4月10日、3か月連続配信シングルの第2弾として「売れたいカプリッチョ」を配信[7]。
- 4月29日、紫乃ありす加入[8]。
- 5月14日、3か月連続配信シングルの第3弾として「エゴサしてブロック」を配信予定[9]。
- 6月19日、御握りんが脱退することを発表し[10]、同月30日をもって卒業[11]。
- 9月3日、白幡いちほが株式会社「GOKIGEN JAPAN」を設立し[12]、グループを法人化する[13]。
- 9月11日、先斗ぺろ執筆活動を始める[14]。
- 9月22日、廿楽なぎ脱退。
- 11月21日、2ndアルバム『スタンドアップ』をリリース。
- 12月8日、阿倍野ROCK TOWNでのライブよりワンマンライブ＂老若男女イケメンヘラデブス全員スタンドアップ！ツアー＂がスタート。
- 12月16日、ell.SIZEにて同ツアー名古屋ワンマン。

2019年
- 1月12日、新宿BLAZEにてツアーファイナル。
- 6月1日、渋谷VUENOSでのラストライブを以って無期限の活動休止に入る。
- 6月30日、紫乃ありす脱退。
- 8月13日、『重大発表アリ、』との見出しと共に、Twitterにてトーク&ミニライブの告知がなされる。
- 9月3日、同日20:00に活動復活を公式ホームページおよびYouTube上で発表。新メンバー2名が加入することを同時発表[15]。
- 11月16日、渋谷club asiaにて活動復活。新メンバーの募集と、アルバムリリースを発表[16]。
- 12月28日、2020年1月1日より、 劇場版ゴキゲン帝国Ωに改名する事を発表[17]。

2020年
- 1月29日、1stアルバム「インディーズベストベスト」を各配信サイトにてリリース[18]。
- 2月7日、YouTubeチャンネル登録者数5万人達成で星紫穂、初詣ほのの顔出しの公約を掲げていたが達成できず、4人で滝行を実施。 同時に、新メンバー2名の顔出しを解禁とした[19]。
- 3月21日、渋谷WWWXにて劇場版ゴキゲン帝国Ωとしての1stワンマンライブを行うはずが、新型コロナウィルス感染拡大の影響で前日に会場側から中止を求められ、急遽無観客でライブを実施[20]。
- 9月16日、初詣ほのが適応障害の診断を受け、療養のため9月20日をもって脱退と発表[21]。
- 12月23日、小壺ミユウが2021年1月16日をもって脱退と発表[22]。

2021年
- 1月16日、新メンバーオーディション「完」にて、小壺ミユウが正式に脱退。 同時に新メンバー（仮合格）3名が発表された[23]。
- 3月24日、白幡いちほ&先斗ぺろの2名が4月18日のライブをもって卒業することを発表[24]。白幡は卒業以降もグループに関わる[24]。
- 4月18日、「劇場版ゴキゲン帝国Ω ワンマンライブ 白幡いちほ 先斗ぺろ 卒業スペシャル」内にて、劇場版ゴキゲン帝国∞(インフィニティ)への改名、研修生2名のメンバーカラーと名前が発表された[25]。
- 6月21日、劇場版ゴキゲン帝国Ωとしての最後の4曲を各配信サイトにてリリース[26]。
- 8月4日、研修生2名（果糖あや、音鳴さなり）の正規メンバー昇格が発表される [27][28]。
- 8月5日、果糖あや、音鳴さなりの個人ファンクラブが開設される[29]。
- 9月5日、劇場版ゴキゲン帝国∞としては初となるワンマンライブ、「1st ONEMAN LIVE 人生に、戦うための音楽を。~Music to fight for live.~」が新宿 Club Scienceにて行われる[30]。その中で、新メンバーオーディションの実施、2ndワンマンライブの開催に関する告知があった[31][32]。
- 10月24日、「劇場版ゴキゲン帝国∞ 新メンバーオーディション最終審査 ライブパフォーマンス&ミニライブ」が行われる[33]。 候補者5名のうち、4名が新メンバーとなった[34]。
- 11月22日、インターネット番組「HADO アイドルウォーズMUSIC B.B. CUP」にて優勝を果たし、音楽番組「Music B.B.」にて特集コーナーが放映される事が決定[35]。
- 12月25日、「ゴキ帝∞クリスマス配信」にて、10月24日に加入が発表された新メンバーから、『レペゼン再聖母』こと島ちあきが活動を開始[36]。

2022年
- 2月1日、新宿区文化芸術復興支援事業が運営する動画サイト「Re:Shinjuku」にて、12月31日に行われた「劇場版ゴキゲン帝国∞ ヒーリングカウントダウンライブ」から2曲の映像が公開される[37]。
- 2月9日、3月27日のワンマンライブをもって解散する事が発表される[38]。
- 2月26日、「劇場版ゴキゲン帝国∞ワンマンライブ 無限の彼方へぷちょへんざ！！」が渋谷CYCLONEにて行われる[39]。その中で、新曲「REVENGE RANGE」が配信リリースされる事が発表された[40]。
- 3月27日、「劇場版ゴキゲン帝国∞解散ライブ　終劇」が渋谷CYCLONEにて行われた[41]。

2023年
- 7月28日、劇場版ゴキゲン帝国-諸行無常-の結成を発表[42][43]。2022年の会社設立日(9月3日)に1日限定で結成した"劇場版コキケソ帝国"(歴代所属したメンバー全員に声をかけて参加できる者によって結成[44])を母体に、メンバーをプラス。楽曲は受け継ぐが、新しい別グループとして結成した[45]。

## メンバー

### 劇場版ゴキゲン帝国-諸行無常-のメンバー
| 名前         | 担当カラー           | 所属している・していたグループ等                          | 備考           |
| ------------ | -------------------- | --------------------------------------------------------- | -------------- |
| 白幡いちほ   | マタニティブルー     | ichihoPOPgazer、ex. 劇場版ゴキゲン帝国                    |                |
| 雨情華月     | 人妻ピンク           | ex. 劇場版ゴキゲン帝国                                    |                |
| ゆりあんぬ   | バンギャレッド       | 平成墓嵐、ex. 劇場版ゴキゲン帝国、最終未来兵器mofu、XTEEN |                |
| ようなぴ     | エレクトロホワイト   | へっぽこーず、ex. ゆるめるモ！                            |                |
| 北郷可恩     | ドリーミーピンク     | youmenosay、ex. 清竜人25、Dreamy Melts                    |                |
| ゆらぴこ     | スマイルイエロー     | ex. 偶像Drop、爆裂女子-BURST GIRL-、APOKALIPPPS           |                |
| くまだかなえ | ベイビースカイブルー | IZANAGI                                                   |                |
| くのぎはるの | おフェローパープル   | ex. 劇場版ゴキゲン帝国                                    |                |
| 柳沢あやの   | BIG LOVEレッド       | CLOCK & BOTAN、へっぽこーず、ex. グーグールル             |                |
| ちんたく     | 特濃ピンク           | 不思議BOYS、ex. 劇場版ゴキゲン帝国∞                       | 非公式メンバー |

### 劇場版ゴキゲン帝国∞解散時のメンバー
| 名前       | よみがな       | ニックネーム | 担当         | 担当カラー   | 誕生日  | 血液型 | 出身地 | 身長    |
| ---------- | -------------- | ------------ | ------------ | ------------ | ------- | ------ | ------ | ------- |
| 星紫穂     | ほししほ       | しほちゃん   | ダンスの女王 | おなすレッド | 3月20日 | O型    | 埼玉県 | 155.5cm |
| ちんたく   | ちんたく       | ちんたくん   | 公式バグ     | ピンク       | 5月27日 | B型    | 愛知県 | 171cm   |
| 果糖あや   | かとうあや     | あーやん     | -            | 黄色         | 1月17日 | AB型   | 愛知県 | 152cm   |
| 音鳴さなり | おとなりさなり | さなりん     | -            | 青           | 12月8日 | O型    | 北海道 | 152.9cm |
| 島ちあき   | しまちあき     | しまち       | -            | 白           | 8月31日 | B型    | 東京都 | -       |

### 旧メンバー
- ゆりあんぬ　2016年10月22日に亡命（脱退）
- 雨情華月　2017年4月16日に亡命（脱退）
- 九軒ひびき 2018年3月12日に脱退
- 御握りん 2018年6月30日に脱退
- 廿楽なぎ 2018年9月22日に脱退
- 紫乃ありす 2019年6月30日に脱退
- 初詣ほの 2020年9月20日に脱退
- 小壺ミユウ 2021年1月16日に脱退
- 白幡いちほ 2021年4月18日に脱退
- 先斗ぺろ 2021年4月18日に脱退

### サポートメンバー（共に妹グループ逆襲のオペレッタメンバー）
- 美海ぐら
- 夕晴めろん
- 日向のん

### その他メンバー
臼幡いちほ　2017年9月22日に加入（？）
メンバーの白幡いちほが声帯の手術を受けるにあたって、ライブ不参加となるため立てられた代役。読みは「うすはたいちほ」。
ダッチワイフに白幡の顔を貼り付けたもので、ステージでは他メンバーが持ち運びながらパフォーマンスを行い、白幡の歌パートではマイクを向けられるなどさもメンバーであるかのような立ち回りを見せ、さらに物販ではチェキを撮ることもできる（ただし、セルフサイン・セルフ会話・セルフ剥がし）。
しかしその一方で、ステージの端に打ち捨てられたりフロアにダイブさせられるなどの過酷な目にも遭っており、初代についてはライブ3回ほどで、2代目・3代目に至ってはたった一度のライブで死亡。以後も代替わりを繰り返している。
MCや歌パートに関しては事前録音した白幡の声が使われている。
白幡復活祭のある2017年11月18日まで代役を務めた。

研修生　2019年3月3日お披露目
（仮）名として、4人にそれぞれA、B、C、Dが与えられ、ゴキ帝のオープニングアクトを務めた。しかし、妹グループの解散と同時に白紙となった模様。
研修生　2021年1月16日仮合格
フィジカルミュージカルゴスペラー（音鳴さなり）、女型プリティー奇行種（果糖あや）、リズミカルキャバ嬢の3名は入れ替わりに脱退した小壺ミユウ、著書執筆の為にライブ活動休止中の白幡に代わり交代でステージに立った。又、スパチャ♡センチュー‼︎リリースでは正規メンバーと共にレコーディング参加した。

## ディスコグラフィー

### シングル
| # | タイトル             | 発売日        | レーベル      | 規格品番 | 備考                               |
| - | -------------------- | ------------- | ------------- | -------- | ---------------------------------- |
| 1 | 人の金で焼肉食べたい | 2017年4月25日 | GOKIGEN JAPAN | -        | 4/20のリリースイベントにて先行発売 |

#### 収録内容
「人の金で焼肉食べたい」
| #         | タイトル                               | 作詞             | 作曲      | 時間 |
| --------- | -------------------------------------- | ---------------- | --------- | ---- |
| 1.        | 「人の金で焼肉食べたい」               | PSGOZ/白幡いちほ | PSGOZ     | 3:56 |
| 2.        | 「人の金で焼肉食べたい(instrumental)」 | -                | PSGOZ     | 3:54 |
| 合計時間: | 合計時間:                              | 合計時間:        | 合計時間: | 7:50 |

### 配信
| #  | タイトル                                   | 発売日        | レーベル      | 規格品番 | 備考                                                                                             |
| -- | ------------------------------------------ | ------------- | ------------- | -------- | ------------------------------------------------------------------------------------------------ |
| 1  | Summer☆panty                               | 2018年3月10日 | GOKIGEN JAPAN | GGT-006  | 3/5にドワンゴ.jpにて先行配信 地上波ショートアニメ「ケッケロケー」（TOKYO MX ほか）エンディング曲 |
| 2  | 売れたいカプリッチョ                       | 2018年4月10日 | GOKIGEN JAPAN | GGT-007  | 4/3にドワンゴ.jpにて先行配信                                                                     |
| 3  | エゴサしてブロック                         | 2018年5月14日 | GOKIGEN JAPAN | GGT-008  | -                                                                                                |
| 4  | STRONG SAKE                                | 2019年5月18日 | GOKIGEN JAPAN | -        | -                                                                                                |
| 5  | スパチャ♡センチュー！！                    | 2021年3月19日 | GOKIGEN JAPAN | -        | 研修生(3名)が参加                                                                                |
| 6  | beyond the dream                           | 2021年6月22日 | GOKIGEN JAPAN | -        | 4曲同時リリース                                                                                  |
| 7  | 人間is死ぬofいつか                         | 2021年6月22日 | GOKIGEN JAPAN | -        | 4曲同時リリース                                                                                  |
| 8  | かがやけタイガーファイヤー〜失われた青春〜 | 2021年6月22日 | GOKIGEN JAPAN | -        | 4曲同時リリース                                                                                  |
| 9  | ちょっと辛い-Ωver.-                        | 2021年6月22日 | GOKIGEN JAPAN | -        | 4曲同時リリース                                                                                  |
| 10 | 向かい風 bet mind                          | 2021年9月6日  | GOKIGEN JAPAN | -        | -                                                                                                |
| 11 | REVENGE RANGE                              | 2022年2月26日 | GOKIGEN JAPAN | -        | -                                                                                                |

#### 収録内容
「Summer☆panty」
| #         | タイトル         | 作詞              | 作曲      | 時間 |
| --------- | ---------------- | ----------------- | --------- | ---- |
| 1.        | 「Summer☆panty」 | SEIJI/ 白幡いちほ | SEIJI     | 3:44 |
| 合計時間: | 合計時間:        | 合計時間:         | 合計時間: | 3:44 |

「売れたいカプリッチョ」
| #         | タイトル                 | 作詞       | 作曲         | 時間 |
| --------- | ------------------------ | ---------- | ------------ | ---- |
| 1.        | 「売れたいカプリッチョ」 | 白幡いちほ | シマダユウキ | 3:34 |
| 合計時間: | 合計時間:                | 合計時間:  | 合計時間:    | 3:34 |

「エゴサしてブロック」
| #         | タイトル               | 作詞       | 作曲      | 時間 |
| --------- | ---------------------- | ---------- | --------- | ---- |
| 1.        | 「エゴサしてブロック」 | 白幡いちほ | PSGOZ     | 3:31 |
| 合計時間: | 合計時間:              | 合計時間:  | 合計時間: | 3:31 |

「STRONG SAKE!!」
| #         | タイトル          | 作詞       | 作曲      | 時間 |
| --------- | ----------------- | ---------- | --------- | ---- |
| 1.        | 「STRONG SAKE!!」 | 白幡いちほ | katz      | 4:15 |
| 合計時間: | 合計時間:         | 合計時間:  | 合計時間: | 4:15 |

「スパチャ♡センチュー！！」
| #         | タイトル                    | 作詞       | 作曲      | 時間 |
| --------- | --------------------------- | ---------- | --------- | ---- |
| 1.        | 「スパチャ♡センチュー！！」 | 白幡いちほ | RK        | 4:52 |
| 合計時間: | 合計時間:                   | 合計時間:  | 合計時間: | 4:52 |

「劇場版ゴキゲン帝国Ω」
| #         | タイトル                                       | 作詞       | 作曲                                   | 時間  |
| --------- | ---------------------------------------------- | ---------- | -------------------------------------- | ----- |
| 1.        | 「beyond the dream」                           | 白幡いちほ | Sxun（P.L.W.STUDIOS)                   | 4:04  |
| 2.        | 「人間is死ぬofいつか」                         | 白幡いちほ | ケンカイヨシ                           | 4:05  |
| 3.        | 「かがやけタイガーファイヤー〜失われた青春〜」 | 白幡いちほ | デストロイはるきち/マイケルTHEドリーム | 3:38  |
| 4.        | 「ちょっと辛い-Ωver.-」                        | ちんたく   | 小嶋瞬                                 | 4:04  |
| 合計時間: | 合計時間:                                      | 合計時間:  | 合計時間:                              | 16:08 |

「向かい風bet mind」
| #         | タイトル              | 作詞       | 作曲      | 時間 |
| --------- | --------------------- | ---------- | --------- | ---- |
| 1.        | 「向かい風 bet mind」 | 白幡いちほ | でか大    | 4:20 |
| 合計時間: | 合計時間:             | 合計時間:  | 合計時間: | 4:20 |

「REVENGE RANGE」
| #         | タイトル          | 作詞       | 作曲                  | 時間 |
| --------- | ----------------- | ---------- | --------------------- | ---- |
| 1.        | 「REVENGE RANGE」 | 白幡いちほ | 野田ダイスケ/江田一遊 | 3:59 |
| 合計時間: | 合計時間:         | 合計時間:  | 合計時間:             | 3:59 |

### アルバム
| # | 発売日         | タイトル                 | 品番                       | 収録曲 | 備考                                         |
| - | -------------- | ------------------------ | -------------------------- | --- | -------------------------------------------- |
| 1 | 2017年11月22日 | インディーズベスト       | GGT-0001 GGT-0002 GGT-0003 | 1. 人の金で焼肉食べたい 2. GGT-ROCK 3. Nice to meetune 4. 大切なお知らせ 5. vs.MAD 6. アイドルなのに 7. カミサマ 8. 深夜のラーメン最高 9. I NEET YOU 10. すごいすごい優勝のうた        | 同11月7日各配信サイトで先行配信 限定盤あり   |
| 2 | 2018年11月21日 | スタンドアップ           | GGT-009 GGT-010 GGT-011    | 1. スタンドアップ 2. 君の名、誓いの夜 3. 化学式AI 4. 売れたいカプリッチョ 5. エゴサしてブロック 6. 行けたら行く 7. Summer☆panty 8. Re:starlight 9. 人の金で焼肉食べたい-Stand up ver.- | 同10月30日 各配信サイトで先行配信 限定盤あり |
| 3 | 2020年1月29日  | インディーズベストベスト |                            | 1. 人の金で焼肉食べたい 2. GGT-ROCK 3. 大切なお知らせ 4. カミサマ 5. vs.MAD 6. Nice to meetune 7. すごいすごい優勝のうた 8. I NEET YOU 9. 深夜のラーメン最高 10. ガチ恋Sorry           | 各配信サイトでのみリリース                   |
| 4 | 2020年2月26日  | スタンドアップアップ     |                            | 1. スタンドアップ 2. Re:starlight 3. 売れたいカプリッチョ 4. STRONG SAKE!! 5. エゴサしてブロック 6. Summer☆panty 7. 化学式AI 8. 行けたら行く 9. 君の名、誓いの夜                       | 各配信サイトでのみリリース                   |

## MV
| MV公開日   | 曲名                    | 制作者                                        | 備考 |
| ---------- | ----------------------- | --------------------------------------------- | ---- |
| 2021/04/01 | スパチャ♡センチュー！！ | 作詞作曲 白幡いちほ 編曲 RK 映像 Screen Saver |      |
| 2020/10/03 | 人間 is 死ぬ of いつか  | 記載なし                                      |      |
| 2020/04/28 | エゴサしてブロック      | Animation Music Video：ScreenSaver            |      |

## 出演

### 主催ライブ
| 日程     | タイトル | 会場                | ゲスト | 備考                                                                    |
| 2016年   | 2016年 | 2016年              | 2016年 | 2016年                                                                  |
| -------- | --- | ------------------- | --- | ----------------------------------------------------------------------- |
| 9月3日   | ゴキゲンパーティー！                                                                                                  | 渋谷Milkyway        | 八神みお/かちあげガールズ/SUMMER ROCKET/もかろん/ヤなことそっとミュート/Maison book girl/ライムベリー          | ゴキ帝お披露目ライブ 告知ツイート                                       |
| 10月22日 | ゴキゲンパーティー！vol.2                                                                                             | 渋谷Milkyway        | リナチックステイト/ラストクエスチョン/あヴぁんだんど/Magical Ban☆Bang/RYUKYU IDOL                              | ゆりあんぬラストライブ 告知ツイート                                     |
| 11月26日 | 白幡いちほ生誕祭 才能祭 vol.3〜私は友達が少ない。〜                                                                   | 渋谷Milkyway        | DJバーバリアン谷川/白鳥加奈子                                                                                  | 告知ツイート                                                            |
| 2017年   | |                     | |                                                                         |
| 1月1日   | 1stワンマンライブ 「A GOKIGEN NEW YEAR〜二〇一七年一番の神現場〜」                                                    | 新宿clubSCIENCE     | - | -                                                                       |
| 2月19日  | ゴキゲンパーティー！vol.3                                                                                             | 渋谷Milkyway        | 平野友里/MELLOW GREEN WONDER/ハッピーくるくる/2&/偶想DROP/ライムベリー/RYUKYU IDOL                             | 告知ツイート                                                            |
| 3月4日   | ゴキゲンパーティー！vol.4                                                                                             | 渋谷Milkyway        | OBP☆オキナワ美少女プロジェクト/Living Dead I Dolls/松林てろる/柚希未結/レッツポコポコ/RYUKYU IDOL/ライムベリー |                                                                         |
| 4月1日   | ゴキゲンパーティー！vol.5                                                                                             | 渋谷Milkyway        | 平野友里/リナチックステイト/福円もち/RYUKYU IDOL                                                               |                                                                         |
| 5月6日   | ゴキゲンパーティー！vol.6                                                                                             | 渋谷Milkyway        | Rabbit Rice Cake/One Stopin Step/じゅじゅ/NECRONOMIDOL/uijin                                                   |                                                                         |
| 6月3日   | 劇場版ゴキゲン帝国 仲間割れワンマン西日本VS東日本～決戦の地は大阪～                                                   | 心斎橋FANJ          | - | -                                                                       |
| 7月14日  | ゴキゲンパーティー！vol.7                                                                                             | 渋谷Milkyway        | レッツポコポコ/ライムベリー/uijin                                                                              |                                                                         |
| 8月5日   | なぎたんのおたんじょうび会 〜はじめてのよなべ〜                                                                       | 渋谷Milkyway        | せのしすたぁ/ライムベリー                                                                                      | 告知ツイート                                                            |
| 8月27日  | ゴキゲンパーティー！vol.8                                                                                             | 目黒鹿鳴館          | 群青のユリシーズ/PiGU/ライムベリー/軟式globe。'13                                                              |                                                                         |
| 9月3日   | 2ndワンマンライブ東京公演 「第一次ゴキゲン大戦～ムカつく上司の倒し方～」                                              | 東京キネマ倶楽部    | - | -                                                                       |
| 9月22日  | 九軒ひびき生誕 やんがーじぇねれーしょん！                                                                             | 渋谷Milkyway        | ライムベリー/NECRONOMIDOL/STEP UP BOYS(ｶﾘ)                                                                     | 告知ツイート                                                            |
| 12月17日 | 新劇場版ぺろ帝国 〜先斗ぺろ生誕祭〜                                                                                   | 渋谷Milkyway        | There There Theres/ライムベリー                                                                                | 告知ツイート                                                            |
| 2018年   | |                     | |                                                                         |
| 2月3日   | 3rdワンマンライブ大阪公演 「"最後のクソイベツアー"大阪のクソイベ」                                                    | 心斎橋FANJ          | - | -                                                                       |
| 2月17日  | 3rdワンマンライブ東京公演 「"最後のクソイベツアー"東京のクソイベ」                                                    | 渋谷WWW             | - | -                                                                       |
| 3月23日  | 第二次ゴキゲン大戦～試練の三番勝負～第1試合                                                                           | 渋谷CYCLONE         | 夕闇に誘いし漆黒の天使達/Alloy                                                                                 | -                                                                       |
| 4月15日  | 御握りん生誕祭 〜鳥取愛怒流卍上京物語〜                                                                               | 渋谷Milkyway        | NECRONOMIDOL/ライムベリー/西野翔ex恵比寿マスカッツ                                                             | 告知ツイート                                                            |
| 4月29日  | 第二次ゴキゲン大戦～試練の三番勝負～第2試合                                                                           | 渋谷CYCLONE         | 椎名ぴかりん/There There Theres                                                                                | -                                                                       |
| 5月18日  | 第二次ゴキゲン大戦～試練の三番勝負～第3試合                                                                           | 渋谷CYCLONE         | マッチョ29/DEADLIFT LOLITA                                                                                     | -                                                                       |
| 7月22日  | 4thワンマンライブ大阪公演 「お金を払うだけであなたも幸せになれるツアー」                                              | 阿倍野ROCK TOWN     | - | -                                                                       |
| 7月29日  | 4thワンマンライブ東京公演 「お金を払うだけであなたも幸せになれるツアー」                                              | 渋谷WWW             | - | -                                                                       |
| 8月4日   | 廿楽なぎ生誕ライブ なぎたんのおたんじょうび会2018                                                                     | 渋谷VUENOS          | ライムベリー / 真っ白なキャンバス                                                                              | 告知ツイート                                                            |
| 9月15日  | 紫乃ありす生誕LIVE 〜Alice's very merry birthday party and everyone's very merry unbrithday party〜                   | 六本木morph-tokyo   | - | 告知ツイート                                                            |
| 11月16日 | 白幡いちほ生誕LIVE 「You are COOLJAPAN」                                                                              | 渋谷CYCLONE         | ライムベリー                                                                                                   | 告知ツイート                                                            |
| 12月8日  | 5thワンマンライブ大阪公演 「老若男女イケメンヘラデブス全員スタンドアップ！ツアー」                                    | 阿倍野ROCK TOWN     | - | -                                                                       |
| 12月16日 | 5thワンマンライブ名古屋公演 「老若男女イケメンヘラデブス全員スタンドアップ！ツアー」                                  | 名古屋ell.SIZE      | - | -                                                                       |
| 12月23日 | 先斗ぺろ生誕祭 「新劇場版ぺろ帝国〜今日だけはスクールカースト上位になりたい〜」                                       | 渋谷CYCLONE         | APOKALIPPPS | 告知ツイート                                                            |
| 2019年   | |                     | |                                                                         |
| 1月12日  | 5thワンマンライブ東京公演 「老若男女イケメンヘラデブス全員スタンドアップ！ツアー」                                    | 新宿BLAZE           | - | -                                                                       |
| 1月20日  | ゴキ帝新年会7days day1 メンバーがセットリスト知らないLIVE                                                             | 新宿SAMURAI         | - | -                                                                       |
| 1月21日  | ゴキ帝新年会7days day2 リクエスト&アコースティックLIVE                                                                | 新宿SAMURAI         | - | -                                                                       |
| 1月22日  | ゴキ帝新年会7days day3 逆襲のオペレッタday                                                                            | 新宿SAMURAI         | 逆襲のオペレッタ                                                                                               | -                                                                       |
| 1月23日  | ゴキ帝新年会7days day4 レディースデー                                                                                 | 新宿SAMURAI         | 秘密のオト女                                                                                                   | -                                                                       |
| 1月24日  | ゴキ帝新年会7days day5 FC限定LIVE&トーク                                                                              | 新宿SAMURAI         | - | -                                                                       |
| 1月25日  | ゴキ帝新年会7days day6 カラオケ大会&DJLIVE                                                                            | 新宿SAMURAI         | - | -                                                                       |
| 1月26日  | ゴキ帝新年会7days day7 劇場版ゴキゲン帝国ミニワンマンLIVE                                                             | 新宿SAMURAI         | - | -                                                                       |
| 2月9日   | 劇場版ゴキゲン帝国 & 逆襲のオペレッタ 2MAN LIVE 「VALENTINE DAY♡SPECIAL LIVE ～今夜、あなたはアイドルと繋がる～」     | 渋谷CYCLONE         | - | -                                                                       |
| 3月3日   | NO MONEY,NO LIFE | 渋谷CYCLONE         | - | 無料ライブ                                                              |
| 4月5日   | 劇場版ゴキゲン帝国 2マンライブ ～STRONG!! vol.1～                                                                     | 渋谷CYCLONE         | 椎名ひかり | -                                                                       |
| 4月11日  | 緊急‼️帝国議会&ミニワンマン                                                                                           | 新宿SAMURAI         | - | 告知ツイート                                                            |
| 5月2日   | 劇場版ゴキゲン帝国 2マンライブ ～STRONG!! vol.2～                                                                     | 渋谷CYCLONE         | BLACKNAZARENE                                                                                                  | -                                                                       |
| 6月1日   | The last one before -無法地帯-                                                                                        | 渋谷VUENOS          | - | 昼公演 リフト、サーフ、モッシュOK                                       |
| 6月1日   | The last -他界絶対禁止令-                                                                                             | 渋谷VUENOS          | - | 夜公演 このライブをもって活動休止                                       |
| 11月16日 | 白幡いちほBIRTHDAY LIVE 第1部 ～ひとりでできるもん！～                                                                | 渋谷club asia       | 白幡いちほ 白幡いちほ(劇場版ゴキゲン帝国) 白幡いちほ(福modest) 臼幡いちほ DJ白幡いちほ                         | -                                                                       |
| 11月16日 | 白幡いちほBIRTHDAY LIVE 第2部 ～ひとりじゃできないことがある！～                                                      | 渋谷club asia       | 福modest/simpatix                                                                                              | 本ライブからゴキ帝の活動を再開                                          |
| 12月28日 | 新劇場版ぺろ帝国 〜活休しても…愛してくれてありがとう！〜                                                              | 渋谷LOUNGE NEO      | APOKALIPPPS | 告知ツイート                                                            |
| 2020年   | |                     | |                                                                         |
| 3月21日  | 1st ワンマンライブ 「逆襲のSHOW」                                                                                     | 渋谷WWWX            | - | 劇場版ゴキゲン帝国Ωに改名したため1stワンマン                            |
| 6月26日  | アイドルに近づくな! Vol.1                                                                                             | オンライン          | - | 告知ツイート                                                            |
| 7月26日  | Ω2nd ワンマンライブ 「東京ゴニンイッシュ2020+」                                                                       | 東京キネマ倶楽部    | - | -                                                                       |
| 8月1日   | 初詣ほのBIRTHDAY LIVE 「Re:ほのから始める異世界生誕」                                                                 | 渋谷CYCLONE         | - | 告知ツイート                                                            |
| 9月19日  | 株式会社GOKIGENJAPAN2周年記念会社説明LIVE 「セルフプロデュースアイドルの実態」                                        | 渋谷CYCLONE         | - | 告知ツイート                                                            |
| 12月5日  | 新劇場版ぺろ帝国 〜100日後にめっちゃ売れるアイドルの誕生日〜                                                          | 新宿SAMURAI         | - | 告知ツイート                                                            |
| 2021年   | |                     | |                                                                         |
| 2月25日  | ウチ勝vol.1 | 赤羽ReNYalpha       | ようなぴ/PIGGS                                                                                                 |                                                                         |
| 3月16日  | 星紫穂BIRTHDAY LIVE 〜⭐︎The Second STAR⭐︎〜                                                                           | 赤羽ReNYalpha       | xD/椎名ひかり                                                                                                  | 告知ツイート                                                            |
| 4月8日   | ウチ勝vol.2 | 赤羽ReNYalpha       | APOKALIPPPS/二丁目の魁カミングアウト                                                                           |                                                                         |
| 4月18日  | 劇場版ゴキゲン帝国Ω ワンマンライブ 白幡いちほ 先斗ぺろ 卒業スペシャル                                                 | 渋谷CYCLONE         | - | インフィニティへの改名が発表された。                                    |
| 5月1日   | 劇場版ゴキゲン帝国∞ お披露目ライブ ～最古参任命式～                                                                   | 新宿SAMURAI         | - | -                                                                       |
| 5月9日   | 地獄のちんたくランド                                                                                                  | 渋谷CYCLONE         | MELiSSA/爆裂女子-BURST GIRL-/タツヤ・アドベンチャー/キャ・リーン/DJちんたくwithちんたくガールズ                | 告知ツイート                                                            |
| 6月21日  | ウチ勝vol.3 | 赤羽ReNYalpha       | アップアップガールズ(2)                                                                                        |                                                                         |
| 7月19日  | プッチ勝vol.1 | 新宿SAMURAI         | エレファンク庭/ラストクエスチョン                                                                              |                                                                         |
| 7月27日  | ウチ勝vol.4 | 赤羽ReNYalpha       | BenjaminJasmine/TENRIN                                                                                         |                                                                         |
| 9月5日   | 劇場版ゴキゲン帝国∞ 1st ONEMAN LIVE 人生に、戦うための音楽を。～Music to fight for live.～                            | 新宿clubSCIENCE     | - | -                                                                       |
| 10月19日 | プッチ勝vol.2 | 赤羽ReNYalpha       | MELiSSA/にっぽんワチャチャ                                                                                     | -                                                                       |
| 12月18日 | 音鳴さなりBIRTHDAY PARTY 音鳴ネバーランドはここですか？                                                               | 渋谷CYCLONE         | 奇天烈ノンフィクション/れんてつ/ラストクエスチョン                                                             | 告知ツイート                                                            |
| 12月31日 | 劇場版ゴキゲン帝国∞ ヒーリングカウントダウンライブ ～2021年戦い続けたあなたの心を癒して2022年綺麗な心で迎えさせます～ | 新宿SAMURAI         | - | 告知ツイート                                                            |
| 2022年   | |                     | |                                                                         |
| 1月10日  | SAMURAI×劇場版ゴキゲン帝国∞ pre. 緊急開催お年玉イベント！ 「SAMURAIの金で焼肉食べたい」                               | 新宿SAMURAI         | ぷらしゅが | 告知ツイート                                                            |
| 1月30日  | 劇場版ゴキゲン帝国∞果糖あや生誕祭【果糖100%】                                                                         | 新宿MARZ            | sherbetNEO/奇天烈ノンフィクション/NECRONOMIDOL                                                                 | ゴキ帝メンバーが新型コロナウイルス感染のため、中止に。                  |
| 2月12日  | 劇場版ゴキゲン帝国∞果糖あや生誕祭～果糖100%～代替イベント                                                             | LiveSpaceマリールー | - | 告知ツイート                                                            |
| 2月17日  | ウチ勝Vol.5 | 赤羽ReNYalpha       | 劇場版ゴキゲン帝国∞/ようなぴ/パピプペポは難しい                                                                | アップアップガールズ(2)はスタッフがコロナ陽性反応ありのため、出演辞退。 |
| 2月26日  | 劇場版ゴキゲン帝国∞ 2ndワンマンライブ 無限の彼方へぷちょへんざ！！                                                    | 渋谷CYCLONE         | - | 告知ツイート                                                            |
| 3月13日  | 星紫穂BIRTHDAY LIVE 〜☆THE LAST STAR☆〜                                                                               | 新宿SAMURAI         | - | 告知ツイート                                                            |
| 3月13日  | サムライからの挑戦状 ゴキ帝×ラスクエ LAST SAMURAI ～好きなこと全部やっちゃおう～                                      | 新宿SAMURAI         | - | 告知ツイート                                                            |
| 3月27日  | 劇場版ゴキゲン帝国∞解散ライブ「終劇」                                                                                 | 渋谷CYCLONE         | - | 告知ツイート                                                            |

### メディア

#### インターネット配信番組
- 「わたしたち劇場版ゴキゲン帝国です。」番組制作はARROWS-SCREEN[47]。

#### インターネット記事
- 「“推し増し”は正義です」第十回　劇場版ゴキゲン帝国(2016年10月27日、サンケイスポーツ). 白幡いちほのインタビューが掲載[48]。
- 劇場版ゴキゲン帝国が名古屋に初上陸！そして、2017年元日ワンマンの発表も!!(2016年12月3日、アイドルUtaTen). メンバーの動画コメントが掲載[49]。
- 劇場版ゴキゲン帝国 アクセルもオタクもべた踏みするアイドルにアナタもゴキゲンにされる!!(2017年2月9日、アイドルUtaTen). メンバーのインタビューが掲載[50]。
- 劇場版ゴキゲン帝国インタビュー 私こそが、日本代表だ！～セルフ運営アイドルユニットの地球まるごとゴキゲン計画～(2017年3月13日、駿河屋.jp). メンバーのインタビューが掲載。
- 【“撮ル”をあそぼう。21】白幡いちほ、雨情華月、九軒ひびき、先斗ぺろ（劇場版ゴキゲン帝国）(2017年3月15日、instaxチェキ). 2月9日に出演したラジオのレポートが掲載。
- 劇場版ゴキゲン帝国Ω、新メンバー初顔出しインタビュー！　四人が語る“予想外の失敗と現体制の充実”(2020年2月7日、リアルサウンド). メンバーのインタビューが掲載[51]。
- 劇場版ゴキゲン帝国Ωに聞く、6人体制がグループに起こした“ポジティブな変化”(2020年2月26日、リアルサウンド). メンバーのインタビューが掲載[52]。

### SNSアカウント等

#### 星紫穂
- 星紫穂(@shiho_ggt) - Twitter
- 星紫穂 (@shipponn) - Instagram

#### ちんたく
- ちんたく(@chin_taku) - Twitter
- CHINTAKU (@chintakustastagram) - Instagram

#### 果糖あや
- 果糖あや(@megapuri5) - Twitter
- 果糖あや (@megapuri0117) - Instagram

#### 音鳴さなり
- 音鳴さなり(@gosupera1208) - Twitter
- 音鳴さなり (@gosupera1208) - Instagram

#### 島ちあき
- 島ちあき(@Shima_chiaki) - Twitter
- 島ちあき (@shima.chiaki) - Instagram